# Hammamet
Hammamet (in arabo الحمامات, Al-Ḥammāmāt) è una città della Tunisia.

## Storia[1]
Secondo le fonti e i registri ritrovati nella zona circostante, la città venne fondata dai Romani nel I secolo d.C., accanto a un insediamento già esistente noto come Pupput, o Pulpite in latino (ora alla periferia di Hammamet), che divenne una colonia romana nel II secolo.

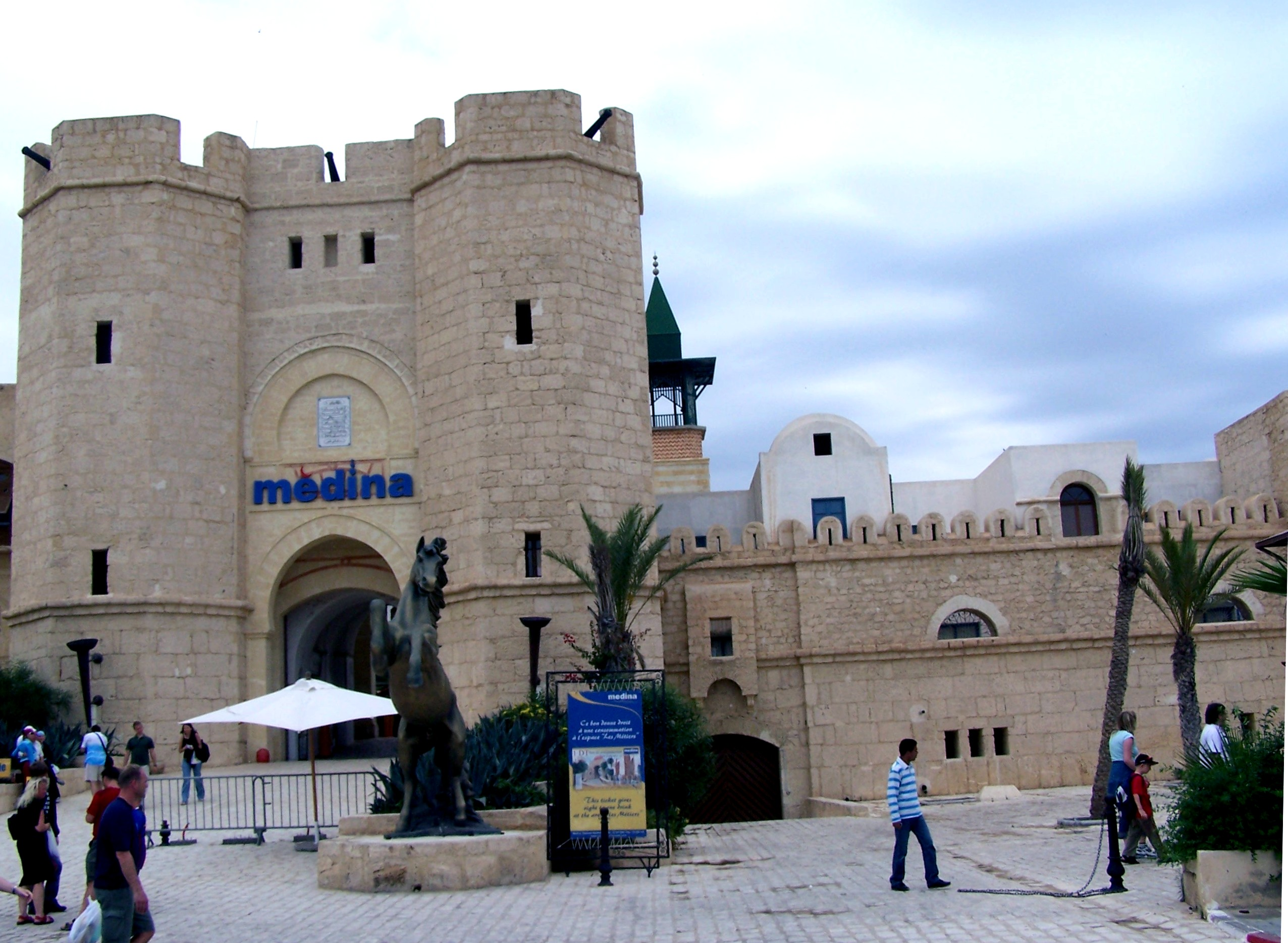
Entrata nella medina di Hammamet

Nel XIII secolo furono costruite le mura intorno alla città e nel XV secolo fu costruita il quartiere della medina di Hammamet. Poi essa venne conquistata dai turchi, capitanati dal grande Solimano il Magnifico, entrando quindi a far parte dell'Impero Ottomano.
Nel 1601 Hammamet raggiunse il momento più basso della sua vita, quando subì un riuscito attacco, ricordato col nome spagnolo "La Mahometa", da parte degli spagnoli arrivati dallo stretto di Gibilterra e capitanati da Alonso de Contreras. Trecento uomini spagnoli presero in ostaggio settecento prigionieri, per lo più bambini e anziani. Il 14 agosto 1605 gli spagnoli tentarono un altro attacco al quale partecipò anche Contreras, ma che questa volta si rivelò disastroso per gli aggressori.
Durante la Seconda Guerra Mondiale divenne uno dei quartieri generali nonché "località di villeggiatura" del generale tedesco Erwin Rommel. La città si liberò dei nazisti nella primavera del 1943.
Hammamet è stata meta di numerosi turisti celebri, fra i quali personaggi di spicco della politica, come l'inglese Winston Churchill, e della letteratura, come il francese Gustave Flaubert.
In Italia invece Hammamet è divenuta famosa per aver ospitato il leader socialista Bettino Craxi nel corso della sua latitanza, dal 12 maggio 1994 fino alla sua morte, avvenuta il 19 gennaio 2000. Da questo evento è tratto l'omonimo film del 2020 Hammamet.

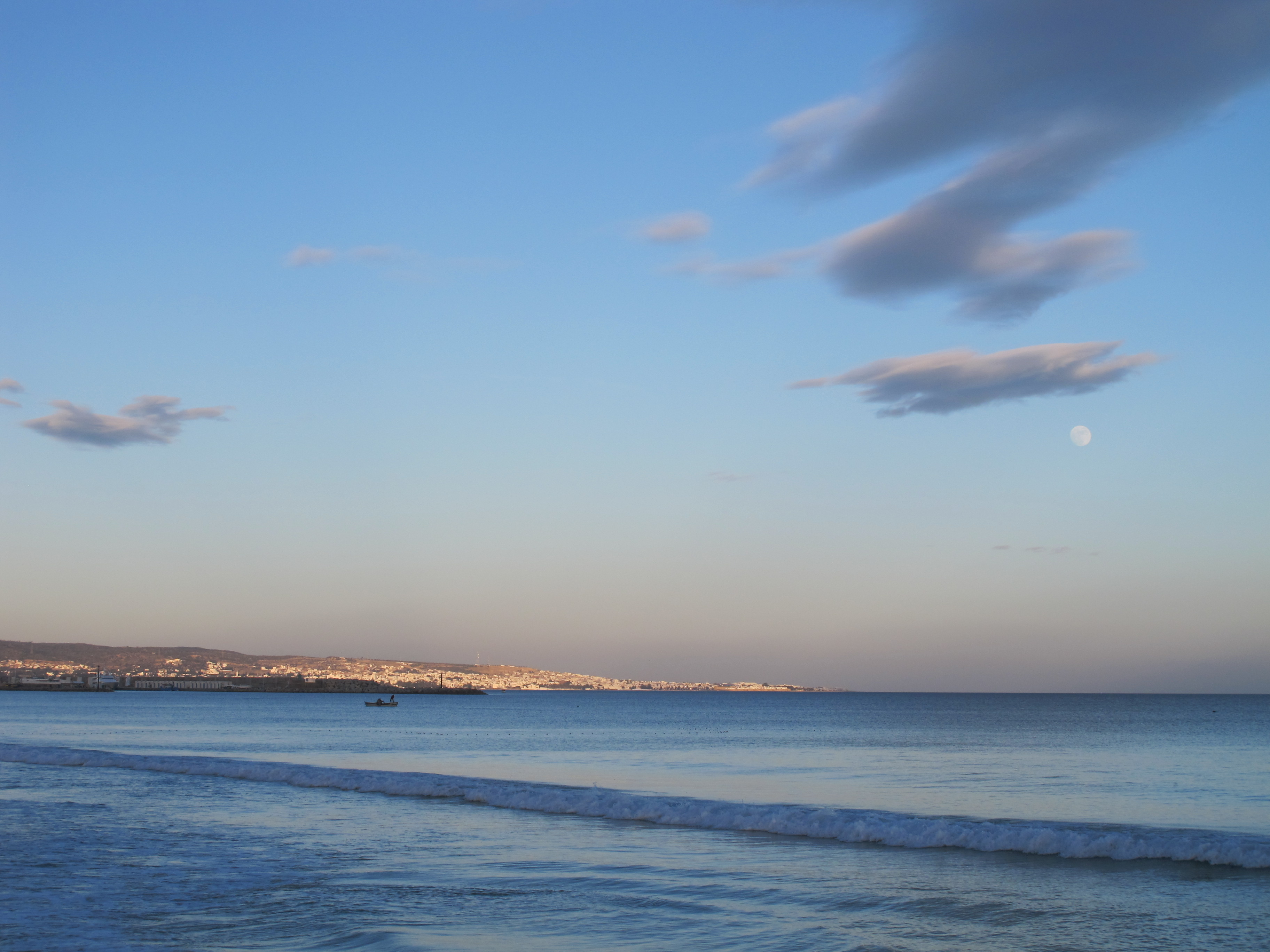
Veduta costiera della città

## Geografia
Località costiera situata ad est della Tunisia, a sud-est di Capo Bon, sul golfo omonimo, nel Governatorato di Nabeul, Hammamet è una delle principali località turistiche di tutta la Tunisia, se non la più famosa.
La zona di Hammamet presenta un clima prevalentemente mediterraneo tendente all'arido durante l'alta stagione.

## Società
La popolazione varia notevolmente nel corso dell'anno dalle 20.000 alle 70.000 persone, a causa delle forti presenze dei turisti nel corso dell'estate.

## Cultura e vita contemporanea

### Arte e musica
Hammamet possiede un proprio festival internazionale, incentrato su arte, danza e musica: l'Hammamet International Festival, fondato nel 1964.
Nella Marina Hammamet si tiene annualmente anche il festival musicale Night in Tunisiana, tenutosi per la prima volta nel 2005.

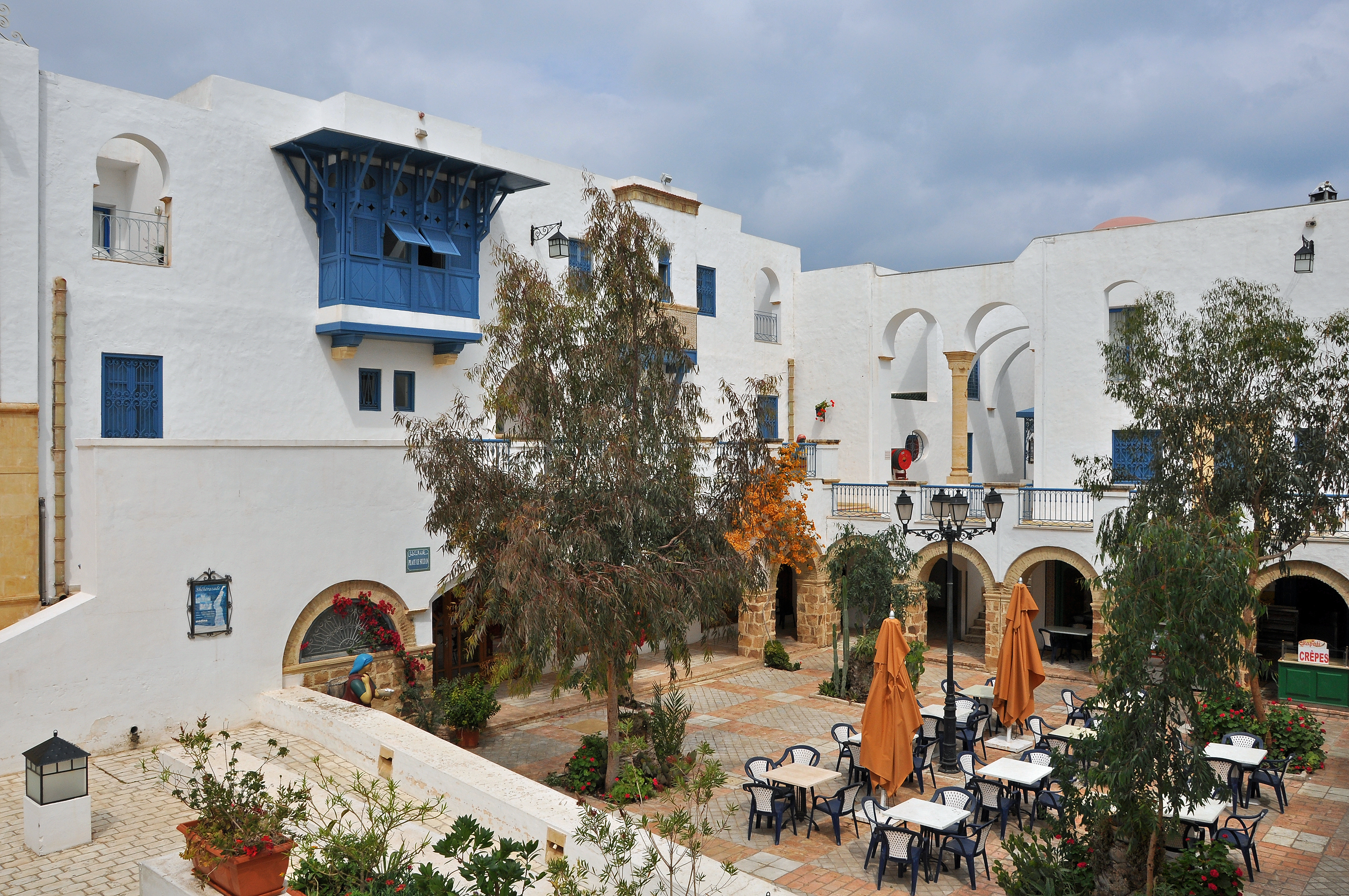
Uno dei numerosi resort della città

## Economia

### Turismo
Hammamet fonda quasi tutto il suo fatturato sul turismo, aspetto trainante dell'economia della città. Infatti, la città presenta molteplici siti turistici: primo fra tutti vi è sicuramente la Yasmine Hammamet, località balneare molto rinomata divenuta famosa dagli anni '90 in poi.
Questa località è inoltre famosa per i suoi numerosissimi resort e hotel di lusso: infatti, soltanto a Yasmine, si possono contare 18 hotel a 5 stelle e 25 a 4 stelle.
Hammamet presenta anche un lungomare lungo 1,5 chilometri, e un centro storico, costituito soprattutto dalla medina, quartiere tipico delle antiche città del Nord Africa, con i caratteristici bazar e prodotti tradizionali.

## Infrastrutture e trasporti

Hammamet, dipinto del surrealista tedesco Paul Klee

### Aeroporti
Hammamet è situata in prossimità di due aeroporti, i principali della Tunisia: l'aeroporto di Tunisi-Cartagine e l'aeroporto di Enfida-Hammamet.

## Amministrazione

### Gemellaggi
- Aqaba
- Nevers